# Vera Begić
Vera Begić (* 17. März 1982 in Rijeka, SFR Jugoslawien) ist eine kroatische Diskuswerferin. Sie ist 1,69 m groß.
Bei den Juniorenweltmeisterschaften 1998 erreichte sie den zwölften, bei den Jugendweltmeisterschaften 1999 den vierten Platz. Bei den Jugendweltmeisterschaften 2000 wurde sie Fünfte. 2002 nahm sie an den Europameisterschaften teil. 2003 bei der Universiade wurde sie Elfte und bei der Universiade 2005 Zehnte. 2005 bei den Mittelmeerspielen wurde Begić Dritte und gewann die Bronzemedaille. Bei den Europameisterschaften 2006 belegte sie den 14. Platz. Beim European Cup Winter Throwing 2009 erreichte sie mit einer Weite von 59,27 m den ersten Platz. Bei den Europameisterschaften 2010 wurde sie Siebte.
Ihre persönliche Bestmarke von 61,52 m erreichte Begić am 1. Mai 2009.	 